# Asterion (fantasy svět)
Asterion je český fantasy svět a campaign setting vydávaný od roku 1999 nakladatelstvím ALTAR a následně Mytago. Je určen pro všechny vhodné RPG systémy, ale oficiální aplikace obsažené ve vydaných knihách se týkají her Dračí doupě a Dračí doupě Plus. Další oficiální aplikace zahrnují systémy Drači Doupě 2 a Jeskyně a Draci. Kromě příruček určených k hraní v tomto světě bylo z tohoto prostředí vydáno několik knih, povídek a tematických článků.

## Prostředí
Svět Asterionu leží na stejnojmenné planetě Asterion ve sluneční soustavě, kterou tvoří v pořadí od slunce Aurion, dvojplaneta Asterion – Modrý měsíc, Arveda a Aliot. Na Asterionu samotném pak leží severní kontinent Lendor, jižní Tara a předpokládaný bezejmenný Třetí světadíl. Důležitou součástí světa je také Podzemní říše, Podmořská říše a astrální roviny Stínového a Vnějšího světa.

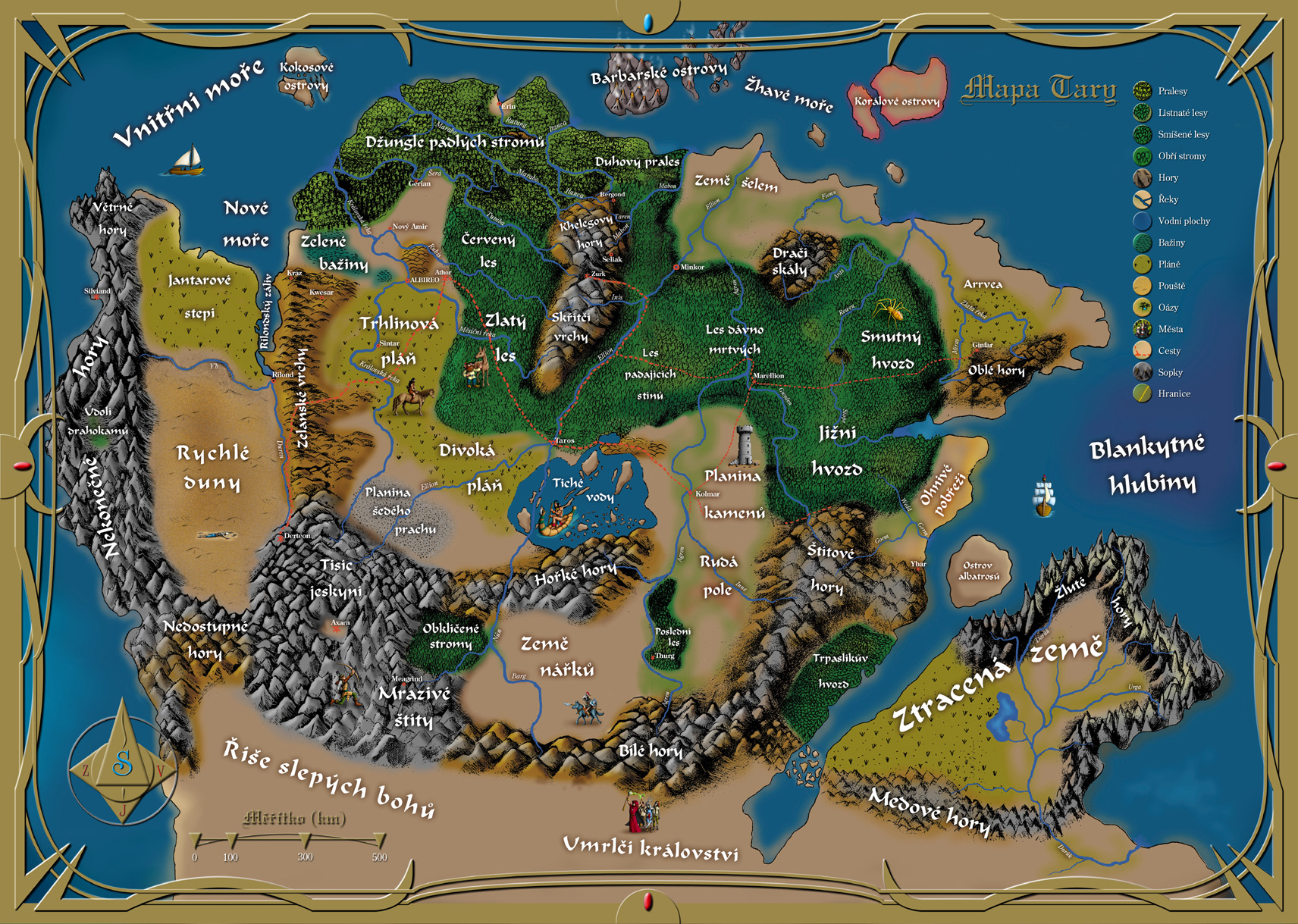
Mapa Tary, jižního kontinentu Asterionu. Autorkou mapy je Jana Žižková.

Kdysi v dávných a neprobádaných časech, ještě před příchodem Arvedanů, Asterionu vládla krutá rasa poloobrů zvaných Korullové. Lidstvo otrockého jha zbavilo až sedmnáct Arvedanů, kteří byli Stvořitelem povýšeni na bohy. Arvedané samotní byli národem, jenž opustil svou domovskou planetu Arvedu, neboť ji stravovala zkázonosná choroba. Útočiště nalezli na Modrém měsíci, který považovali za místo, kde najdou klid a mír. Brzy ale poznali, že se mýlili. Modrý měsíc byl totiž teritoriem rasy, která byla později pojmenována vznešení elfové. Tato rasa považovala Arvedany zcela přirozeně za vetřelce a hlavně, byla dostatečně vyspělá a silná, aby jim mohla s úspěchem vzdorovat. Po dlouhých bojích byli Arvedané nakonec donuceni meziplanetární bránou uniknout na Asterion, kde si podrobili některé domorodé národy a založili slavné Císařství. Brzy však proti císaři vystupuje nejmocnější z Arvedanů zvaný Khar Démon a začíná vleklý konflikt datující se až do současnosti. Ti nejstrašnější z přívrženců Khara Démona, procházejí ohavnou mutací, kdy se jejich zlé skutky projevují na jejich fyzickém vzhledu a stávají se z nich skřeti. Arvedané jsou Démonem postupně zatlačeni na sever a uchylují se k zoufalému činu – prostřednictvím magie a modliteb rozpoutávají Velké zemětřesení, během něhož je původně jednotný kontinent roztržen na dva a vzniklá trhlina je zaplavena Vnitřním mořem. Zatímco Tara je v moci Kharových skřetů, Arvedané a jejich spojenci zabírají Lendor, kde zakládají nové Eldebranské království. Skřeti se pokoušejí o invazi na Lendor, avšak neúspěšně. Uplynulo mnoho let a většina krve Arvedanského národa se zředila krví původního lidského obyvatelstva Asterionu. Z Arvedanů se stala prastará, téměř bájné civilizace. Aktuální dění se odehrává v době dobývání a kolonizace tajemného jižního kontinentu.
Jedním ze specifik Asterionu je nadpřirozená síla zvaná tvárnost, která způsobuje proměnu na základě morálnosti činů. Ze zlých jedinců tak vznikají skřeti a z těch nejhorších zlí draci. Naopak z velmi dobrých jedinců se mohou stát hrdinové a dobří draci.
Kromě Stvořitelem ustanovené Sedmnáctky, na Asterionu existuje množství temných bohů, z nichž nejvýznamnější je panteon Temné desítky. K dalším nadpřirozeným silám Asterionu patří správcové přírody zvaní salové a ze Stínového světa přicházející myšlenkové bytosti.
Asterion je obýván především lidmi, z nichž někteří, zvláště šlechtické rody, jsou smíšeni s Arvedany. Z humanoidních národů Asterion obývají také trpaslíci, elfové, skřítci, hobiti, krollové, goblini, orkové, kočovný národ hevrenů a další méně známé rasy.

## Moduly
K Asterionu vyšlo celkem patnáct modulů, příruček přibližujících prostředí tohoto světa a umožňující hraní na něm. Každý z modulů se soustředí buď na tematickou, či geografickou oblast světa. Moduly zároveň popisují vývoj světa v čase - typicky po 3-5 letech. 
Hlavní modul (HM) obsahuje základní informace a jeho rozšířenou reedicí je modul Čas temna. Obsahuje základní obecné informace o celém světě a jeho historii a specifikacích - informace o všech rasách, kontinentech, královstvích, stejně jako o dějinných událostech v rozsahu pěti tisíciletí. 
Modul (128s.) vyšel společně s Klíčem bytostí astrálních (bestiář bytostí Asterionu) a aplikacemi pravidel doplněné o dvě barevné a jednu nebarevnou mapu a 16 kartiček run a znaků.
Dálavy (D) první geografický modul obsahuje popis lendorských kolonií na severu Tary v prostředí tematicky inspirované divokým západem, osidlováním nových neznámých zemí a střetem dobyvatelů (Královští lidé z Lendoru) a domorodců.

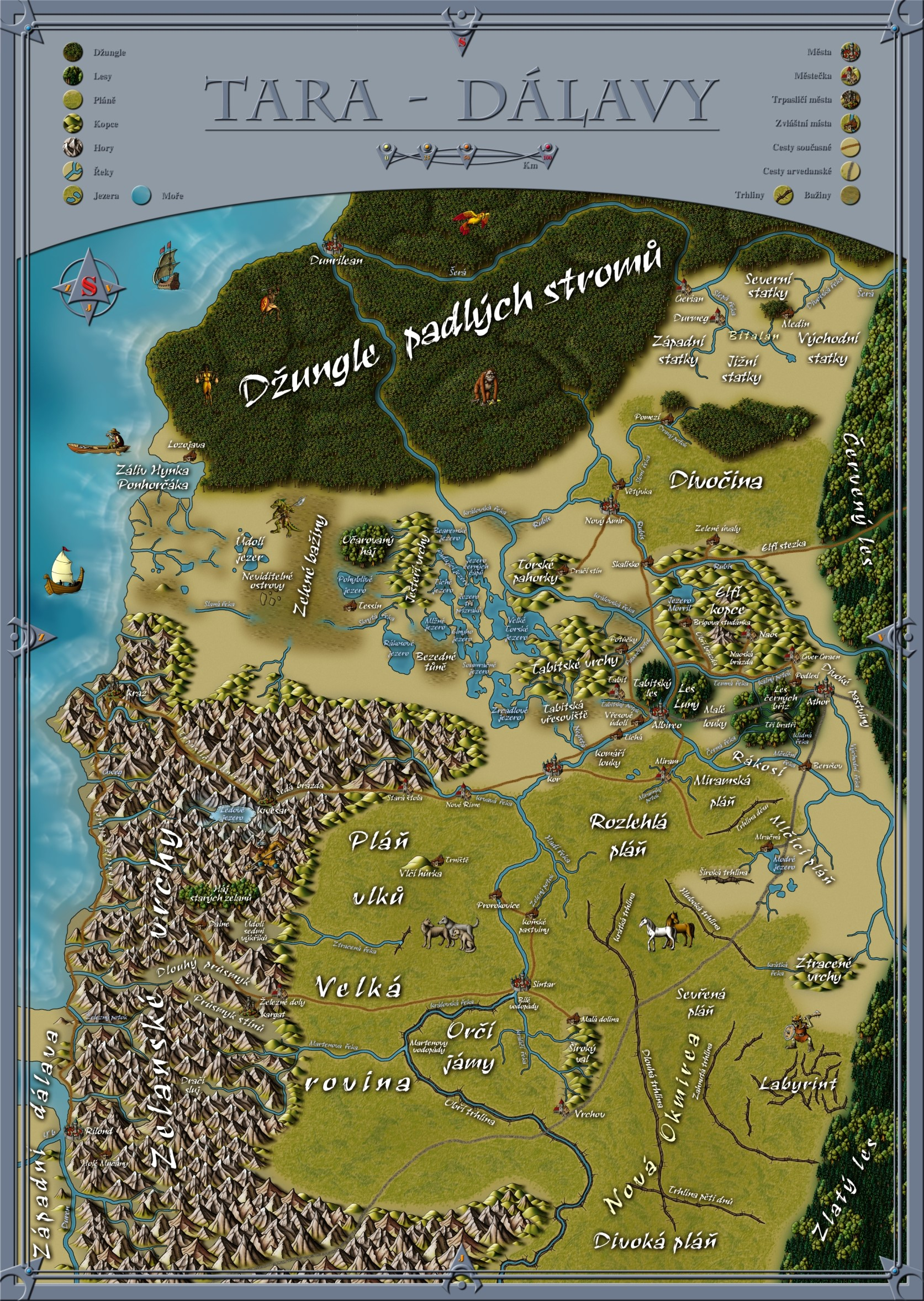
Mapa Dálav, kolonizované části Tary. Autorkou mapy je Jana Žižková.

Modul (106s.) vyšel společně s Klíčem bytostí astrálních (bestiář bytostí Asterionu), aplikacemi pravidel a dobrodružstvím Únos Entefela, barevnou mapou dálav, černobílou mapou města Albireo a 16 kartiček run a znaků. 
Nemrtví a světlonoši (NaS) první tematický modul se týká nemrtvých, nekromantů a světlonošů - bytostí, jež jsou protipólem nekromantů. Obsahuje podrobný popis funkce jak animatické nekromancie, tak vyvolávání bytostí z nehmotných rovin existence (Stínový a Vnější svět).
Modul (70s.) vyšel společně s Klíčem bytostí astrálních (bestiář bytostí Asterionu), aplikacemi pravidel a dobrodružstvím Temný dny Železných dolů a barevnou mapou Umrlčího království. 
Písky proroctví (PP) jsou dalším geografickým modulem zabývající se severozápadní Tarou, především pouští Rychlé duny. Podrobněji rozebírá život a kulturu pouštních elfů, město Derteon a historii osidlování Rilondu. 
Modul (100s.) vyšel společně s Klíčem bytostí astrálních (bestiář bytostí Asterionu), aplikacemi pravidel, dobrodružstvím Stínová dýka a barevnou mapou severozápadní Tary. 
Vzestup Temných bohů (VTB) je další tematický modul, který se týká bohů a náboženství na Asterionu a rozebírá podrobně sedmnáct bohů hlavního panteonu (Sedmnáctka, staří bohové) a deset nových temných bohů (Desítka, noví bohové). Podrobně se věnuje jak kněžím všech bohů, tak specifikům každé církve. 
Modul (116s.) vyšel společně s Klíčem bytostí astrálních (bestiář bytostí Asterionu), aplikacemi pravidel a dobrodružstvím Potřeba boha. 
Z hlubin zelené a modré (ZHZM) se týká džungle na severu Tary a rozebírá Podmořskou říši, především část poblíž města Erin. 
Modul (78s.) vyšel společně s Klíčem bytostí astrálních (bestiář bytostí Asterionu), aplikacemi pravidel, dobrodružstvím Kouzlo moci, barevnou mapou severu tary a 8 kartičkami znaků a erbů.
Zlatá pavučina (ZP) je tematický modul s informacemi o obchodu, městech, peněžnictví, bankách, lichvářích, zlodějích a jejich organizacích. Obsahuje úvod do společnosti orků a především komplexní ceník, založený na reálných středověkých cenách podobně, jako například cenový model ve hře Kingdome Come: Deliverence. 
Modul (98s.) vyšel společně s Klíčem bytostí astrálních (bestiář bytostí Asterionu), aplikacemi pravidel, dobrodružstvím Obří jeskyně, barevnou mapou obchodních tras a 8 kartičkami asterionských platidel.
Obloha z listí a drahokamů (OLD) obsahuje popis Červeného lesa, Khelegových hor, Lesa padajících stínů, Minkoru, Bergondu, Seliaku. Věnuje se velmi podrobně lesním elfům a skřítkům, kteří jsou pro tyto oblasti typičtí.  
Modul (98s.) vyšel společně s Klíčem bytostí astrálních (bestiář bytostí Asterionu), aplikacemi pravidel, dobrodružstvím Skřítčí srdce, barevnou mapou lesních oblastí a 8 kartičkami znaků.
Falešná apokalypsa (FA) je tematický modul obsahující vše o magii, o jejím čerpání a používání, způsoby sesílání kouzel a jiné projevy magie (magické anomálie, zřídla a talenty, stvořené artefakty, magické nemoci, apod.), magické instituce, magie různých ras, psionika. Podrobně tedy rozebírá všechny zvláštní specifika magických povolání Asterionu.  
Modul (80s.) vyšel společně s Klíčem bytostí astrálních (bestiář bytostí Asterionu), aplikacemi pravidel, dobrodružstvím Čarodějův učeň a černobílou mapou zahrady Univerzity magie.
Asterion: Čas temna (ČT) je druhé, revidované vydání Hlavního modulu doplněné o nové dějinné události. Stávající texty byly doplněny o mnoho nových informací (např. o korullech, vznešených elfech, Arvedanech atd.) a byly přidány texty zcela nové (o každodennosti, magii, budoucnosti Asterionu, atd.). Součástí modulu je i text modulu Dálavy  zasazený do roku 855 královského letopočtu.
Modul (152s.) vyšel společně s Klíčem bytostí astrálních (bestiář bytostí Asterionu), aplikacemi pravidel, dobrodružstvím Historky od Hrbaté kozy, barevnou mapou Tary, Dálav, černobílou mapou Lendoru a CD s dodatky (dostupné online). 
Za závojem stínů (ZZS)  je tematický modul věnující se specifiku Asterionu a to především Stínovém a Vnějším světě, neboli nehmotných rovinách existence. Dále se věnuje přírodě, šamanismu, druidům, salům (duchům přírody), magickému městu Axara, Lovcům přízraků a Subotamským mnichům.
Součástí hlavního textu (84s.) je také dobrodružství Tajemství Dubu s detektivní zápletkou, barevnou mapou Lendoru a CD. Jde o první modul, který nevyšel v sešitovém vydání, ale v jediné lepené vazbě. 
Rukověť dobrodruha (RD) zaujímá mezi moduly zvláštní místo - je jako jediný určený kromě Pána jeskyně také pro hráče a vysvětluje, jak se ztotožnit s postavou. Podrobně radí hráčům jak hrát postavy na základě jejich zázemí, rasy i povolání tak, aby se hráči vyhnuli stereotypům a chybám. Krom toho rozebírá běžné a přehlížené aspekty života na Asterionu jakožto pseudohistorického prostředí z pohledu jeho obyvatel.
Součástí hlavního textu (108s.) je černobílá mapa Devíti knížectví.
Krajiny za obzorem: Stíny jihu (SJ) jsou geografickým modulem popisující dosud nepoznané končiny Asterionu, které sténají pod jhem skřetích vládců. Země daleko za obzorem, na druhé straně kontinentu. Exotické prostředí je inspirované mimo jiné Indií a popisuje svět Asterionu z „druhé perspektivy“ - říše dosavadních antagonistů, tedy skřetích držav a její historie. Krom Držav se modul věnuje jeskynnímu labyrintu Tisíce jeskyní, pradávnému městu Canthia a ledovým elfům. Modul obsahuje i popis Tarosu - znovuosídleného města na hranici známého a neznámého světa. 
Součástí hlavního textu (132s.) je také barevná mapa nových jihu a černobílá mapa Tarosu. 
Sedmý živel (SŽ)  je reedicí nejoblíbenějšího modulu k Asterionu - Nemrtvých a světlonošů a vznikl mimo jiné jako reakce na jeho vyprodání. Popisuje vše z původního modulu, fungování Umrlčího království a historii nekromancie na Asterionu. Především však posunuje popis Umrlčího království v čase, do období po zkáze na Yrakanu a věnuje se tak i Novému Umrlčímu království vybudovaném v nedostupných horách na náhorní plošině Šakatán. 
Modul je první který vyšel nikoli ve formátu A4, ale B5. Obsahuje 169 stran a černobílou mapu nedostupných hor.  
Hranice Šílenství: Sarindarské výsostné vody (SVV) je první sešit geografického modulu Hranice šílenství a navazuje tematicky na Krajiny za obzorem. Popisuje další odlehlé části Tary daleko, daleko na jihovýchodě. Modul cílí na město Sarindar, domov pirátů a obchodníků s nekromanty. Popisují jeho vzestup i pád, stejně jako osudy sarindarců, kdysi bohatých obchodnických velkorodů, nyní uprchlíků, kteří zaplavili celý známý svět a útrapy a pogromy, které je stíhají. 
Modul vyšel spolu s dobrodružstvím Krvavý přiliv ve zcela novém formátu tvořeném tak, aby modul (136s.) obsahoval vše potřebné k hraní rozsáhlého tažení (154s).
Na knihu bude navazovat sešit Ztracený Gorm, Hlubiny a Ostrov albatrosů, které dohromady vytvoří kompletní geografický modul. 
Kompletováním série a psaním modulů se v současnosti zabývá autorský tým kolem Radka Richtra a Miloše Zaorala. 

## Knihy
Na Asterionu se také odehrávají děje následujících fantasy knih:
- Zbyněk Holub, Kaat aneb Historky Cechu Eldebranských katů, 2007
- Michael Bronec, Zbyněk Gilgalad Holub (pseudonim),Zrození Modrého měsíce, 2007 (sbírka povídek)
- Zbyněk Holub, Krumpáč a motyky: Smrťáček aneb Cesta za smrtí a zase zpátky, 2008
- kolektiv (Vladimír Šlechta, Jan Šlechta, Zbyněk Kučera Holub, Jan Č. Galeta, Lucie Lukačovičová, Martin D. Antonín), Město přízraků, 2009
- Jan Č. Galeta a Zbyněk Kučera Holub, Cesty Snů, 2010
- Zbyněk Kučera Holub, Zpívající meč: Čajový drak a kočičí démon, 2011
- Jan Č. Galeta, Stíny Erinu: Šíp v zádech, 2011
- Zbyněk Kučera Holub, Krumpáč a motyky: Hrobnické historky, 2012
- Radovan Kolbaba, Pevnost zoufalství, 2012
- Hanina Veselá, Magnólie a démon, 2012
- Jan Č. Galeta, Radovan Kolbaba, Hanina Veselá, Zbyněk Kučera Holub, Marellion, 2015 (sbírka povídek)
- Hanina Veselá, Drak bere vše, 2015

## Edice Půlčík
Edice knih malého formátu představující jednotlivé povídky ze světa Asterionu.
- Hanina Veselá, Slza pro dračího pána, 2014
- Zbyněk Kučera Holub, Radek Richtr, Louskáček, 2016
- Jan Č. Galeta, Vločka v plamenech, 2017